# ورلد شامبونشب سوكر

قائمة الفرق القومية المشاركة لكأس العالم بإيطاليا، والتي صدرت سيغا سنة 1990 على منصة سيغا ماستر سيستم.

ورلد شامبونشب سوكر (بالإنجليزية:World Championship Soccer)، هي لعبة فيديو من نوع كرة قدم، حيث تم إنتاجها وتطويرها ونشرها شركة سيجا اليابانية سنة 1989، ونشرت لعدة منصات، ومنها سيجا جينيسس، سيغا ماستر سيستم المحمولة، كومودور 64 وغيره، وفي بعض الإصدارات الحصرية مثل المحمولة سيغا ماستر سيستم، تم إضافة منتخبي الإمارات العربية المتحدة ومصر كونهما تأهلا لنهائيات كأس العالم 1990، والتي أستضافتها إيطاليا.